# Amerikanische Kapelle Bremen

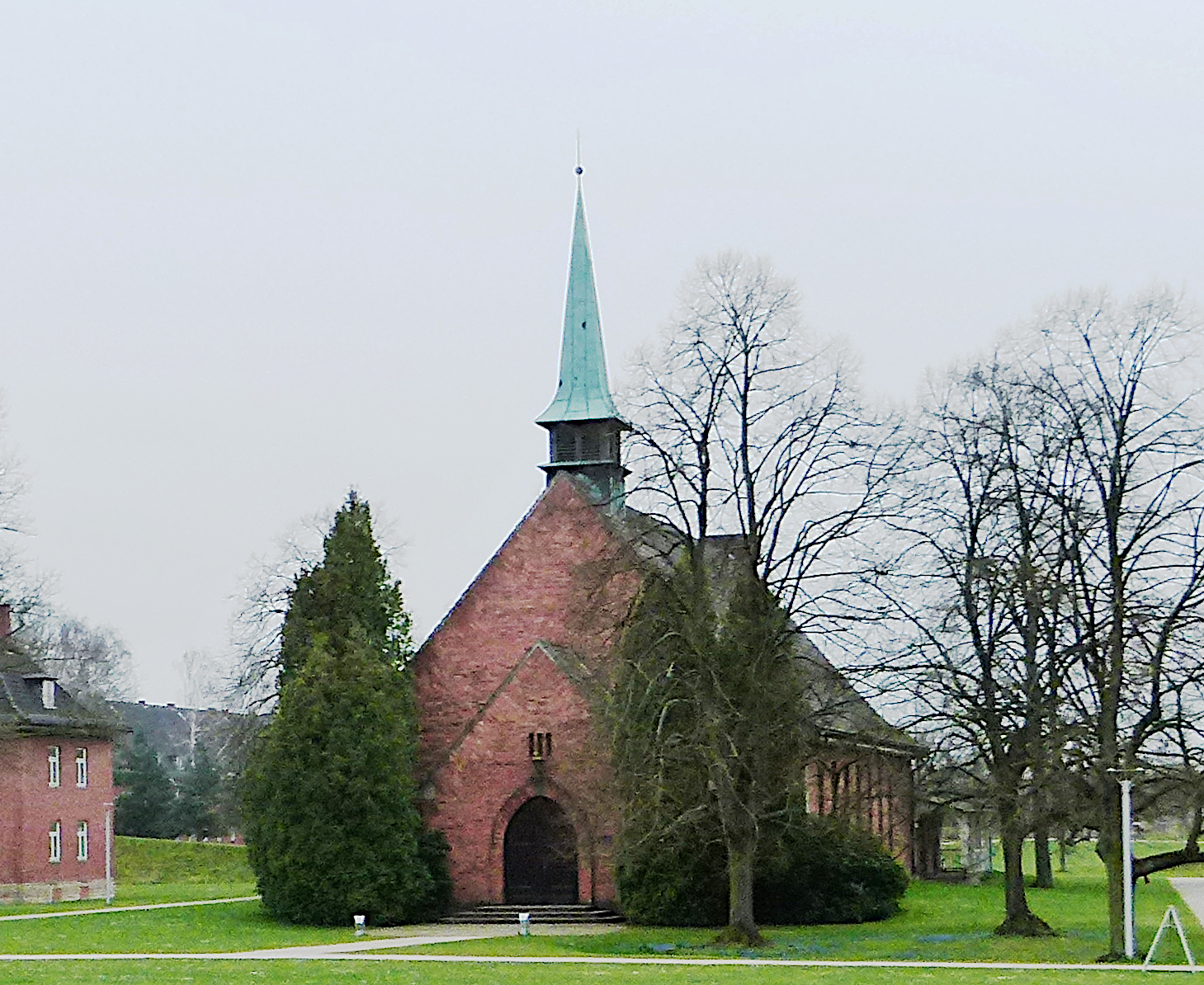

Die Amerikanische Kapelle Bremen im Stadtteil Bremen-Vegesack, Ortsteil Grohn, Campus Ring auf dem ehemaligen Kasernenareal Camp Grohn, dem Campus der früheren International University Bremen und der heutigen Constructor University, stammt aus der Mitte des 20. Jahrhunderts.
Das Gebäude wird aktuell (2023) noch als Kapelle genutzt.
Das Gebäude steht seit 2023 unter Bremischem Denkmalschutz.

## Geschichte
Das eingeschossige verklinkerte Gebäude mit Satteldach, Dachreiter für die Glocke, Vorhalle mit Veranda und innen mit einem sichtbaren Holztragewerk als Scherenbinder wurde 1947 für die United States Army nach deren Plänen gebaut, als standardisierter Prototyp eines US-militärischen Bauprogramms von 1939. Die Regimental Chapel für den Militärgottesdienst der 29th Infantry Division war den protestantischen Kirchenhäusern Neuenglands nachempfunden, um ein vertrautes Bauwerk für die Amerikaner zu schaffen. Die Kapelle sollte von allen Konfessionen genutzt werden können.
Das Camp Grohn wurde 1955 der Bundeswehr übergeben und später in Roland-Kaserne umbenannt. Die Kapelle diente nun als evangelische Kirche der Kaserne. 1999 wurde das Gelände von der damaligen International University Bremen (auch Jacobs-Universität) gekauft. Die Kapelle steht aktuell (2023) Universitätsangehörigen und anderen Gästen offen.
Das Landesamt für Denkmalpflege Bremen befand: „… versinnbildlicht die Amerikanische Kapelle aus heutiger Sicht die bisher wohl tiefste Zäsur in der deutschen Geschichte und veranschaulicht die historischen Ereignisse … [für die] baukulturellen Einflüsse der Besatzer ist sie zudem ein wertvolles Anschauungsobjekt.“